# ウード (アキテーヌ公)
アキテーヌ公ウード（Eudes d'Aquitaine, 650/60年 - 735年頃）またはオド（Odo）は、アキテーヌ公（在位：700年以前 - 735年）。ガリア南西部のヴァスコニア公領およびアキテーヌ公領（当時はガロンヌ川の北東部にあった）を支配し、その領土はロワール川からピレネー山脈に至り、トゥールーズを首都とした。ウードはカロリング家と対立し、カロリング家に対抗するためにアラブと同盟を結んだ。735年に退位するまでその領土を支配した。大公（le Grand）とよばれる。

## 出自
ウードの出自についてははっきりしない。一説にはウードはローマ人を先祖に持ち、同時代のフランク人はウードの父を敵であるローマ人としている。また、何人かのアキテーヌ公がウードの父として挙げられている。ボギスやベルトラン（偽書であるアラオン特許状（Charte d'Alaon）の記述から、ボギスを誤ってフランク王カリベルト2世の子孫、ベルトランをその弟で後継者とする歴史家もいた）、またはメロヴィング家とは全く関係のないルプ1世などである。偽書であるアラオン特許状によると、聖ウベルトゥス（Hubertus）はウードの兄弟であるという。
ウードは早ければルプ1世が死去したとみられる679年に、あるいは688年にアキテーヌ公位を継承していた。692年の可能性もあるが、少なくとも700年には支配権を得ていたと見られている。

## 若きリーダーとして
711年、ウードはパンプローナの西ゴート王ロデリックと戦ったとされる。715年、ガリアで起こった内乱の間にウードは独立を宣言したが、王とは名乗らなかったとみられている。
718年、ネウストリア王キルペリク2世と宮宰ラガンフリド（Ragenfrid）との同盟のため、ウードはバスク軍を招集したようである。このとき、ラガンフリド側がウードをアキテーヌの支配者と認めることを提案した可能性がある。ウードらはアウストラシア宮宰カール・マルテルと戦ったが、同年のソワソンにおけるキルペリクの敗北の後、ネウストリア王位と宝物を引き渡し、カールと和睦した。

## ウマイヤ朝とフランク王国
ウードは自身の領土を侵略したウマイヤ朝およびフランク王国の軍とやむなく戦った。721年6月9日、ウードはトゥールーズの戦いにおいて、アル＝サムフ・イブン・マーリク・アル＝ハウラニー（Al-Samh ibn Malik al-Khawlani）に勝利した。この戦いはウマイヤ朝による最初の北方への遠征であり、何千ものウマイヤ朝兵士の命が奪われた。この歴史的勝利は教皇により贈り物とともに称賛され、教皇はウードをキリスト教の英雄と称え、ウードの独立を認めた。
ウマイヤ朝との国境を保障するため、ウードは娘（おそらく名はランペジア）を、フランク人からは「ムヌザ」と言われた、ウマイヤ朝のベルベル人領主で後のカタロニアの代官ウスマン・イブン・ナイッサ（Uthman ibn Naissa）と結婚させた。

## ガロンヌの戦い、トゥールの戦い、そして死
731年、カール・マルテルはザクセン人に勝利した後、アキテーヌに目を向けるようになり、ウードがウスマン・イブン・ナイッサと同盟を結んだことを糾弾し、ロワール川を越えて、ウードとの和平を破棄した。カール・マルテルは二度にわたりアキテーヌに侵攻、ブールジュを占領した。ウードはフランク軍と交戦したが敗北し、カール・マルテルはフランクへと戻った。
同時に、ウマイヤ朝がサルダーニャ（あるいはカタロニア）にいるウードの同盟者ウスマン・イブン・ナイッサを攻撃するため軍を集めていた。731年、ウスマンはアブドゥル・ラフマーン・アル・ガーフィキー率いる遠征軍の攻撃を受け、敗北し殺された。ウードの娘は捕縛され、捕虜としてダマスカスのハーレムに送られた:89。ウードはカールの攻撃をかわすのに忙殺され、ウスマンを助けることが出来なかった。
732年、アブドゥル・ラフマーン・アル・ガーフィキーの軍はヴァスコニアを攻撃し、ボルドーへと軍を進め、この町を荒らしまわった。ウードはウマイヤ軍と交戦したが、ボルドー近郊で敗北を喫した。敗北の後、ウードは四散した軍を再編し、急ぎ北へと向かった。ネウストリアおよびアウストラシア宮宰カール・マルテルに差し迫った脅威について警告し、対アラブ＝ベルベル軍の戦いに援軍を送ってくれるよう要請するためであった。この支援の見返りに、ウードは正式にフランクの支配下に入ることを受け入れた。ウードは80歳くらいであったが、カール・マルテルの軍に加わり、フランク軍の左翼を形成した。ウマイヤ軍と、カールが率いる連合軍の双方は、いわゆるトゥール・ポワティエ間の戦い（732年もしくは733年）:90–91の準備のため、ヴィエンヌとポワティエの北のクラン川の間に陣を張った。
この戦いで、ウードは軍を率いてウマイヤ軍の本陣に侵入し、火をつけて敵の後方軍を大混乱に陥らせ、ウマイヤ軍を破るのに重要な役割を果たした。732年、トゥール・ポワティエ間の戦いにおいて、フランク連合軍はウマイヤ軍に勝利し、ウマイヤ軍をアキテーヌから追い出した。
戦いの後、カールはフランク王国へ戻り、ウードは引き続きアキテーヌおよびヴァスコニアの支配者の地位にとどまった。735年、ウードは退位したか死去し、息子ウナールが跡を継いだ。あるいはウードは隠棲した修道院で740年以前に死去した可能性もある。ウードのアキテーヌにおける人気は『パルドゥルフス伝（Vita Pardulfi）』で言及されている。